# ژاکلین کانترل
ژاکلین کانترل (فرانسوی: Jacqueline Cantrelle‎؛ زادهٔ ۲۳ سپتامبر ۱۹۲۷) هنرپیشه اهل فرانسه است.
از فیلم‌ها یا برنامه‌های تلویزیونی که وی در آنها نقش داشته‌است می‌توان به کلاه‌طلایی اشاره کرد.